# Black Eyed Sons
Black Eyed Sons sind eine britische Rock-’n’-Roll-, Hard-Rock- und Glam-Rock-Band, die aus der Band The Quireboys hervorgegangen sind. Der Name „Black Eyed Sons“ ist eine Anspielung auf das 2014 erschienene Quireboys-Album Black Eyed Sons.

## Geschichte
Im März 2022 gab die Band „The Quireboys“ ihre Trennung von Sänger Jonathan „Spike“ Gray bekannt. Gitarrist Guy Griffin übernahm dessen Part am Mikrofon bei einer anstehenden Tour. Spike wiederum beanspruchte den Bandnamen für sich und schloss sich mit den Quireboys-Gründungsmitgliedern Guy Bailey und Nigel Mogg sowie dem Keyboarder Chris Johnstone und Schlagzeuger Rudy Richman zusammen, um neue Quireboys-Songs aufzunehmen. Die Gruppe um Griffin mit Gitarrist Paul Guerin, Keyboarder Keith Weir, Bassist Nick Mailing und Schlagzeuger Pip Mailing setzte ihre seit bereits 20 Jahren bestehende Zusammenarbeit ebenfalls fort. Hierdurch entstanden zwei Formationen, die beide den Namen „The Quireboys“ nutzten. Guy Bailey starb am 6. April 2023. Spike Gray kündigte dennoch an, dass eine Reihe neuer Songs, die er 2022 mit Bailey geschrieben hatte, unter dem Namen der Band „The Quireboys“ veröffentlicht werden sollen. Es kam zu verbalen Auseinandersetzungen um die Nutzung des Bandnamens zwischen beiden Gruppen. Im Herbst 2024 gab dann die Band um Griffin bekannt, sich in „Black Eyed Sons“ umzubenennen, um sich wieder auf die Musik zu konzentrieren. Zur gleichen Zeit im September 2024 erschien eine erste Single der „Black Eyed Sons“ als Download und auf Streamingportalen mit dem Titel Lie to Me, die zuvor allerdings schon unter dem Bandnamen „The Quireboys“ veröffentlicht worden war. Die Debütsingle, die rein unter dem neuen Bandnamen am 25. Oktober 2024 erschien, trägt den Titel Foolin' Yourself. Das Debütalbum der Band mit dem Titel Cowboys in Pinstriped Suits erschien am 31. Januar 2025. Die Band plant allerdings ebenfalls auf bestehendes Quireboys-Material zurückzugreifen.